# Калояново (Пловдивська область)
Калоя́ново (болг. Калояново) — село в Пловдивській області Болгарії. Адміністративний центр общини Калояново.

## Населення
За даними перепису населення 2011 року у селі проживали 2512 осіб.
Національний склад населення села:
| Національність   | Кількість осіб | Відсоток |
| ---------------- | -------------- | -------- |
| болгари          | 2048           | 83,4%    |
| турки            | 264            | 10,7%    |
| цигани           | 130            | 5,3%     |
| інша             | 5              | 0,2%     |
| не визначились   | 9              | 0,4%     |
| Всього відповіли | 2456           |          |

Розподіл населення за віком у 2011 році:
Динаміка населення: